# Yagoto Nisseki (metropolitana di Nagoya)
Yagoto Nisseki (八事日赤駅?, Yagoto Nisseki-eki) è una stazione della metropolitana di Nagoya situata nel quartiere di Shōwa-ku, a Nagoya, ed è servita dalla linea Meijō. Si trova vicino al secondo ospedale della Croce Rossa di Nagoya.

## Linee
Metropolitana di Nagoya
 Linea Meijō

## Struttura
La stazione è sotterranea possiede due marciapiedi laterali con due binari passanti.
| 1 | Linea Meijō | per Motoyama e Ōzone       |
| 2 | Linea Meijō | per Yagoto e Aratama-bashi |

## Stazioni adiacenti
| «              | Servizio    | »           |
| Linea Meijō    | Linea Meijō | Linea Meijō |
| -------------- | ----------- | ----------- |
| Nagoya Daigaku | -           | Yagoto      |